# Music of the Spheres (альбом Майка Олдфилда)
Music Of The Spheres — двадцать четвёртый студийный альбом Майка Олдфилда, выпущенный в 2008 году.

## Об альбоме
Music Of The Spheres записан в стиле классической музыки. В качестве гостей на альбоме представлены знаменитый пианист Лан Лан, сыгравший в шести композициях, и певица Хэйли Вестенра, спевшая в песне On My Heart.

## Список композиций
1. Harbinger 04:08
2. Animus 03:09
3. Silhouette 03:19
4. Shabda 04:00
5. The Tempest 05:48
6. Harbinger (reprise) 01.30
7. On My Heart 02:27
8. Aurora 03:42
9. Prophecy 02:54
10. On My Heart (reprise) 01:16
11. Harmonia Mundi 03:46
12. The Other Side 01:28
13. Empyrean 01:37
14. Musica Universalis 06:24